# Округ Пјуласки (Вирџинија)
Округ Пјуласки (енгл. Pulaski County) је округ у америчкој савезној држави Вирџинија.

## Демографија
По попису из 2010. године број становника је 34.872, што је 255 (-0,7%) становника мање него 2000. године.
| Група             | 2000.          | 2010.          |
| Белци             | 32.351 (92,1%) | 31.972 (91,7%) |
| Афроамериканци    | 1.957 (5,6%)   | 1.757 (5,0%)   |
| Азијати           | 114 (0,3%)     | 179 (0,5%)     |
| Хиспаноамериканци | 336 (1,0%)     | 432 (1,2%)     |
| Укупно            | 35.127         | 34.872         |